# Patty Mills
Patrick Sammy „Patty” Mills (ur. 11 sierpnia 1988) – australijski koszykarz grający na pozycji rozgrywającego, od 2023 zawodnik Atlanty Hawks. 
Jest jednym z pierwszych Australijczyków grających w NBA oraz jednym z najmłodszych zawodników występujących w reprezentacji Australii. Podczas turnieju koszykówki na Igrzyskach Olimpijskich w Londynie Mills miał najwyższą średnią 21,2 punktów uzyskiwanych na mecz, tuż przed Kevinem Durantem z USA ze średnią 19,5.

## Życiorys
Swoje pierwsze kroki w koszykówce jako czterolatek stawiał w rdzennej drużynie australijskiej The Shadows. Mills uczęszczał do szkoły Marist College Canberra, gdzie rozwijał swoje umiejętności w koszykówce, piłce nożnej i lekkiej atletyce. Około 2000 był chłopcem do podawania piłek w drużynie Canberra Cannons. W tym czasie jego rodzina nawiązała bliskie kontakty z zawodnikiem Cannons Davidem Patrickiem, który odegrał kluczową rolę w karierze Millsa. 
W wieku 15 lat został powołany do składu U-18 ACT, by rywalizować w Narodowych Mistrzostwach Australii. W następnym roku Mills otrzymał stypendium od Australijskiego Instytutu Sportu, które pomogło również takim gwiazdom jak trzykrotna MVP WNBA Lauren Jackson oraz Andrew Bogut występujący w lidze NBA. Zrobił dobre wrażenie na australijskim młodzieżowym festiwalu olimpijskim, który uważa się, że jest wizytówką dla przyszłych talentów sportowych.
W styczniu 2006 otrzymał medal RE Staunton Medal za najlepszego gracza mistrzostw Australii do lat 20. Był jednym z 22 zawodników zaproszonych do wypróbowania w kadrze Australii podczas Mistrzostw Świata 2006. Wystąpił też w meczu wschodzących gwiazd – Nike Hoop Summit.
10 sierpnia 2021 dołączył do Brooklyn Nets. 6 lipca 2023 został wytransferowany do Houston Rockets. 2 dni później trafił do Oklahomy City Thunder. 12 lipca 2023 stał się częścią kolejnego transferu, tym razem do Atlanty Hawks.

## Osiągnięcia
Stan na 13 września 2023, na podstawie, o ile nie zaznaczono inaczej.

### NCAA
- Uczestnik turnieju NCAA (2008)
- Najlepszy nowo przybyły zawodnik konferencji West Coast (WCC – 2008)
- Zaliczony do:
  - I składu:
    - WCC (2008, 2009)
    - najlepszych pierwszorocznych zawodników WCC (2008)
    - turnieju Anaheim Classic (2009)
- Uczelnia Saint Mary zastrzegła należący do niego numer 13

### D-League
- Lider D-League w skuteczności rzutów za 3 punkty (2010)

### NBA
- Mistrz NBA (2014)[8]
- Wicemistrz NBA (2013)[8]
- Laureat nagrody NBA Sportsmanship Award (2022)[9]
- Uczestnik konkursu rzutów za 3 punkty (2022)[10]
- Lider play-off w skuteczności rzutów wolnych (2015 - wspólnie z Jarrettem Jackiem i O.J-em Mayo)[11]

### Reprezentacja
- 3-krotny mistrz Australii i Oceanii (2007, 2011, 2013, 2015)
- Wicemistrz turnieju:
  - London Invitational (2011)
  - turnieju FIBA Diamond Ball (2008)
- Brązowy medalista olimpijski (2020)[12]
- Uczestnik:
  - igrzysk olimpijskich (2008 – 7. miejsce, 2012 – 7. miejsce, 2020)
  - mistrzostw świata:
    - 2010 – 10. miejsce, 2023 – 10. miejsce[13]
    - U–19 (2007 – 5. miejsce)
- Zaliczony do I składu igrzysk olimpijskich (2020)[14]
- Lider strzelców igrzysk olimpijskich (2012)[15]
- Współlider igrzysk olimpijskich w skutecznosci rzutów wolnych (2024 – 100%)[16]